# Haupt (Familienname)
Haupt ist ein deutschsprachiger Familienname.

## Namensträger

### A
- Aegidius Haupt (1861–1930), banatschwäbischer Veterinär und Mundartdichter
- Albrecht Haupt (Architekt) (1852–1932), deutscher Architekt
- Albrecht Haupt (Musiker) (* 1929), deutscher Kirchenmusiker
- Andreas Haupt (1813–1893), deutscher Pfarrer
- Anton Haupt (der Ältere) (1800–1835), deutscher Jurist und Politiker, Bürgermeister von Wismar
- Anton Haupt (der Jüngere) (1826–1889), deutscher Politiker, Bürgermeister von Wismar und Mitglied des Reichstags
- Antonie Haupt Pseudonym von Viktorine Endler (1853–1932), deutsche Schriftstellerin
- Arthur Haupt (1890–1952), deutscher Politiker (SPD)
- Asta von Mallinckrodt-Haupt (1896–1960), deutsche Dermatologin
- August Haupt (Carl August Haupt; 1810–1891), deutscher Komponist

### B
- Berthold Haupt (1904–1933), deutscher Widerstandskämpfer

### C
- Carl Haupt (Musiker) (auch Karl Haupt; 1876–1934), österreichischer Violinist, Kapellmeister und Komponist
- Carl August Haupt (1810–1891), deutscher Organist und Orgellehrer, siehe August Haupt
- Carl Friedrich Lehmann-Haupt (1861–1938), deutscher Altorientalist und Althistoriker
- Carl Jakob Haupt (1984–2019), deutscher Modeblogger
- Carl Joachim Thomas Haupt (1829–1882), deutscher Pfarrer und Volkskundler, siehe Karl Haupt (Volkskundler)
- Christian Haupt (* 1980), deutscher Triathlet

### D
- Dorothea Haupt (1929–2022), deutsche Architektin

### E
- Eckart Haupt (* 1945), deutscher Musiker
- Eduard Haupt (1805–1868), deutscher Theologe und Politiker
- Eleni Haupt (* 1967), Schweizer Schauspielerin
- Emil Haupt (1819–1866), deutscher Arzt und Politiker
- Enid A. Haupt (1906–2005), US-amerikanische Philanthropin
- Erich Haupt (1841–1910), deutscher Theologe
- Ernst Haupt (Politiker, I), deutscher Politiker (DFP)
- Ernst Haupt-Stummer (* 1933), slowakisch-österreichischer Maler und Grafiker
- Ernst Friedrich Haupt (1774–1843), deutscher Jurist, Historiker und Politiker, Bürgermeister von Zittau

### F
- František Haupt (1910–1938), tschechoslowakischer Radrennfahrer
- Friedrich Haupt (Pfarrer) (1805–1891), deutscher Pädagoge und Pfarrer
- Friedrich Gottlieb Haupt (Fridericus Gottlieb Haupt; 1696–1742), deutscher Arzt, Apotheker und Hochschullehrer
- Friedrike Haupt (* 1960), deutsche Musikjournalistin
- Fritz Haupt (Architekt, 1863) (Fritz Carl Julius Haupt; 1863–1906), deutscher Architekt
- Fritz Haupt (Architekt, 1913) (1913–nach 1990), deutscher Architekt und Unternehmensgründer

### G
- Gabriel Christian Anton Haupt (1763–1818), deutscher Jurist
- Gabriele Haupt (* 1942), deutsche Skilangläuferin
- Georg Haupt (1741–1784), schwedischer Möbeltischler
- Georges Haupt (1928–1978), rumänisch-französischer Historiker
- Gerhard Haupt (* 1919), deutscher Fußballspieler
- Grit Haupt, Geburtsname von Grit Hammer (* 1966), deutsche Kugelstoßerin und Gewichtheberin
- Günter Haupt (1904–1946), deutscher Rechtswissenschaftler

### H
- Hans-Joachim Haupt (1876–1942), deutscher Generalmajor
- Hans-Peter Haupt (* 1967), deutscher Politiker (CDU)
- Hartmut Haupt (Musiker) (1932–2019), deutscher Organist und Musikwissenschaftler
- Hartmut Haupt (Fußballspieler) (1945–2013), deutscher Fußballspieler
- Heike Haupt (* 1967), deutsche Malerin und Bildhauerin
- Heinrich Haupt (Burggraf) († nach 1125), Burggraf von Meißen und Libuze
- Heinrich Haupt (Politiker) (* 1948), deutscher Politiker (SPD)
- Heinrich Haupt (Diplomat) (* 1954), deutscher Diplomat
- Heinz Haupt (1924–2010), deutscher Tischtennisspieler
- Heinz-Gerhard Haupt (* 1943), deutscher Historiker
- Hellmut Lehmann-Haupt (1903–1992), deutscher Buchwissenschaftler und Autor
- Hellmuth Haupt (auch Helmut Haupt; 1934–2006), deutscher Schauspieler
- Helmut Haupt (Jurist) (1905–1968), deutscher Jurist und Richter
- Helmuth Haupt (1893–??), deutscher Verwaltungsjurist
- Henri Haupt (* 2006), deutscher Tennisspieler
- Herbert Haupt (Tiermediziner, 1886) (Ernst Gotthard Herbert Haupt; 1886–1970), deutscher Tiermediziner und Hochschullehrer
- Herbert Haupt (* 1947), österreichischer Tiermediziner und Politiker
- Herbert Haupt (Historiker) (* 1947), österreichischer Philologe und Historiker
- Herbert Hans Haupt (1919–1942), deutscher Geheimagent
- Herman Haupt (Ingenieur) (1817–1905), US-amerikanischer Eisenbahningenieur und General
- Herman Haupt (Historiker) (1854–1935), deutscher Historiker
- Hermann Haupt (Entomologe) (1873–1959), deutscher Insektenkundler
- Hermann F. Haupt (1926–2017), österreichischer Astronom
- Hubert Haupt (* 1969), deutscher Automobilrennfahrer
- Hugo Haupt (1874–1954), deutscher Chemiker

### J
- Joachim Haupt (1900–1989), deutscher Politiker (NSDAP)
- Joachim Leopold Haupt (1797–1883), deutscher Pfarrer und Heimatforscher
- Johann-Albrecht Haupt (* 1943), deutscher Rechtswissenschaftler und Humanist
- Johannes V. Haupt († 1591), deutscher Kartäuserprior
- Joseph Haupt (1820–1881), österreichischer Bibliothekar, Handschriftenforscher und Medizinhistoriker

### K
- Karl Haupt (Volkskundler) (Karl Joachim Thomas Haupt; 1829–1882), deutscher Pfarrer und Volkskundler
- Karl Haupt (Philologe) (1848–1907), deutscher Philologe und Historiker
- Karl Gerhard Haupt (1788–1833), deutscher Pfarrer und Altphilologe
- Karl Hermann Haupt (1904–1983), deutscher Künstler
- Katja Haupt (* 1985), deutsche Rennrodeltrainerin
- Klaus Haupt (* 1943), deutscher Politiker
- Klaus-Werner Haupt (* 1951), deutscher Pädagoge und Schriftsteller
- Klaus-Peter Haupt (1953–2023), deutscher Gymnasiallehrer
- Kurt Haupt (* 1989), deutscher Rugby-Union-Spieler

### M
- Marie Haupt (1849–1928), deutsche Opernsängerin (Sopran)
- Matthias Haupt (* 1976), deutscher Archivar und Historiker
- Max Haupt (1870–1932), österreichischer Baumeister und Architekt
- Miriam Lehmann-Haupt (1904–1981), österreichisch-amerikanische Schauspielerin
- Moriz Haupt (1808–1874), deutscher Philologe und Germanist

### O
- Oskar Haupt (1878–1939), deutscher Paläontologe und Museumsdirektor
- Otto Haupt (Schulleiter) (1824–1899), deutscher Schulleiter
- Otto Haupt (Fußballspieler) (1884–??), deutscher Fußballspieler
- Otto Haupt (Mathematiker) (1887–1988), deutscher Mathematiker
- Otto Haupt (Architekt) (1891–1966), deutscher Architekt

### P
- Paul Haupt (Altorientalist) (1858–1926), deutsch-amerikanischer Assyriologe
- Paul Haupt (Politiker) (Paul Walter Haupt; 1887–1964), deutscher Politiker (NSDAP), Bürgermeister von Neuwied
- Paul Haupt (Verleger) (1889–1978), Schweizer Verleger
- Paul Haupt (Maler) (1896–1979), deutscher Maler
- Paul Leberecht Haupt (1882–1954), deutscher Gewerkschafter und Politiker
- Peter Haupt (Architekt) (1923–2002), deutscher Architekt und Hochschullehrer, siehe Dorothea Haupt
- Peter Haupt (Sprecher), deutscher Hörspielsprecher
- Peter Haupt (Ingenieur) (* 1938), deutscher Ingenieur und Hochschullehrer
- Peter Haupt (Staatssekretär) (* 1941), deutscher politischer Beamter

### R
- Richard Haupt (Kunsthistoriker) (1846–1940), deutscher Kunsthistoriker und Konservator
- Richard Haupt (Politiker) (1866–1932), deutscher Jurist und Politiker, Oberbürgermeister von Freiberg
- Richard Haupt (Fußballspieler) (1882–??), deutscher Fußballspieler
- Rolf Haupt (* 1936), deutscher Pathologe und Hochschullehrer
- Rudolf Haupt (Verleger), deutscher Buchhändler und Verleger
- Rudolf Haupt (Maler) (1908–nach 1956), deutscher Maler, Illustrator und Autor
- Rudolf Haupt (Musiker) (1911–nach 1954), deutscher Kirchenmusiker, Organist und Autor
- Rudolf Wilhelm Haupt (1842–1924), deutscher Orgelbauer

### S
- Sabine Haupt (Literaturwissenschaftlerin) (* 1959), Schweizer Literaturwissenschaftlerin und Schriftstellerin
- Sabine Haupt (Schauspielerin) (* 1966), deutsche Schauspielerin
- Sandy Lehmann-Haupt (1942–2001), US-amerikanischer Tontechniker
- Sebastian Haupt (Künstler) (auch Sebastian Haubt; um 1710–1760), österreichischer Kunsthandwerker
- Sebastian Haupt (Skeletonpilot) (* 1985), deutscher Skeletonfahrer
- Silke Haupt (* 1968), deutsche Schauspielerin und Sprecherin
- Stefan Haupt (Filmregisseur) (* 1961), Schweizer Filmregisseur, Drehbuchautor und Filmproduzent
- Stefan Haupt (Jurist) (* 1962), deutscher Jurist, Mediator und Kunstsammler
- Stefan Schenk-Haupt (* 1974), deutscher Anglist und Musikwissenschaftler
- Stephan Haupt (* 1970), deutscher Politiker (FDP), MdL Nordrhein-Westfalen
- Sven Haupt (* 1976), deutscher Schriftsteller

### T
- Thea Haupt (1906–1981), deutsche Schriftstellerin und Grafikerin
- Theodor von Haupt (1782–1832), deutscher Jurist und Schriftsteller
- Theodor Haupt (Ingenieur) (1807–1891), deutscher Bergbauingenieur
- Till F. E. Haupt (* 1970), deutscher Künstler und kulturpolitischer Aktivist
- Tobias Haupt (* 1984), deutscher Wirtschaftswissenschaftler, Hochschullehrer und Fußballfunktionär

### U
- Ullrich Haupt senior (1887–1931), deutschamerikanischer Schauspieler und Theaterregisseur
- Ullrich Haupt (1915–1991), deutscher Schauspieler
- Ulrich Haupt (* 1952), deutscher Leichtathlet

### W
- Walter Haupt (1935–2023), deutscher Komponist, Dirigent und Regisseur
- Walther Haupt (1895–1990), deutscher Lehrer, Archivar und Numismatiker
- Werner Haupt (Mediziner) (1908–nach 1998), deutscher Arzt und Verbandsfunktionär
- Werner Haupt (Architekt) (1914–1973), deutscher Architekt
- Werner Haupt (Militärschriftsteller) (1923–2005), deutscher Militärschriftsteller
- Werner Haupt (Tischtennisspieler)  (1934–1999), deutscher Tischtennisspieler
- Wilhelm Haupt (Evangelist) (1831–1913), deutscher Baptistenpastor und Evangelist
- Wilhelm Haupt (Konsistorialrat) (1846–1932), deutscher Theologe und Konsistorialrat
- Wilhelm Haupt (Politiker, 1869) (1869–1950), deutscher Schuhmacher, Redakteur und Politiker, MdR
- Wilhelm Haupt (Offizier) (1871–1934), deutscher Offizier
- Wilhelm Haupt (Politiker, 1903) (1903–1952), deutscher Politiker (SPD), MdBB
- Wilhelm Haupt (Maler) (1915–2002), deutscher Maler
- Wolfgang Haupt (Biologe) (1921–2005), deutscher Biologe und Hochschullehrer
- Wolfgang Haupt (Physiker) (* 1936), deutscher Physiker und Hochschullehrer
- Wolfgang Haupt (Leichtathlet) (* 1963), deutscher Leichtathlet und Bobfahrer
- Wolfgang Haupt (1986/1987–2021), deutscher Unternehmensgründer, siehe Augustus Intelligence

### Z
- Zygmunt Haupt (1907–1975), polnischer Maler, Schriftsteller und Architekt